# دانيال أولا
دانيال أولا (بالإنجليزية: Daniel Ola)‏ هو لاعب كرة قدم غاني ونيجيري في مركز الدفاع، ولد في 26 نوفمبر 1982 في أكرا في غانا. لعب مع كييفو فيرونا ونادي بوتيف بلوفديف ونادي تشيزينا ونادي لاتسيو ويو تي أي أراد.

## وصلات خارجية
- دانيال أولا على موقع قاعدة بيانات كرة القدم.إي يو (الإنجليزية)
- دانيال أولا على موقع Soccerway.com (الإنجليزية)
- دانيال أولا على موقع عالم كرة القدم.نت (الإنجليزية)